# Lukavica (Republika srbská)
Lukavica (v srbské cyrilici Лукавица) je obec v Republice srbské, v Bosně a Hercegovině. Nachází se v centrální části země, v blízkosti hlavního města Sarajeva. Administrativně spadá pod opštinu Východní Nové Sarajevo. Má 7 597 obyvatel. Západně od Lukavice se nachází Letiště Sarajevo.